# 旋杜父魚
旋杜父鱼（学名：Ereunias grallator），又名拟杜父魚、冰魚，是輻鰭魚綱鮋形目冰魚科旋杜父魚屬的其中一種。

## 分布
本魚分布於西北太平洋，從日本高知縣至神奈川縣海域。

## 特徵
本魚體延長，前部粗壯而向後傾斜，背腹似平坦，尾柄近方形。頭大，腹面幾乎平坦。吻前端圓突。鼻孔前具1尖棘；眼眶前上緣具3棘，上緣具1小尖棘，後上緣具1強大尖棘；頂棘強大呈雙叉。眼較大，口較大，下端位；上下頜、鋤骨及腭骨均具齒。背鰭兩個，相互分離，第一背鰭10枚硬棘；第二背鰭1枚硬棘，13至14枚軟條；無腹鰭；臀鰭較低，僅具13枚軟條；尾鰭截形。體呈灰黑色。背鰭黑色，具白色縱帶；臀鰭除基部白色外，均黑色；胸鰭和腹鰭後緣黑色，其餘均呈白色。體長可達30公分。

## 生態
深海魚類，一般生活在水深500公尺左右海域。

## 經濟利用
身體細長多棘，不具食用價值。